# Thelenota rubralineata
Thelenota rubralineata is een opvallende zeekomkommer uit de familie Stichopodidae. De zeekomkommer werd voor het eerst wetenschappelijk beschreven door Claude Massin en David J. W. Lane in 1991. Het geslacht Thelenota bevat drie soorten en valt binnen de familie van de Stichopodidae: zeekomkommers die zich kenmerken door hun opmerkelijke grootte en stevige weefsels.

## Beschrijving
Thelenota rubralineata heeft een langwerpig lichaam van 30 tot 38 centimeter, dat zowel aan de orale als aborale zijde stomp eindigt. In transversale richting zijn ze ruwweg trapezoïde en bereiken ze een breedte van ongeveer 8 centimeter. Het achterste deel van het lichaam loopt iets smaller uit.
Op de afgeplatte ventrale zijde komt een groot aantal korte, willekeurig verspreide buisvoetjes (podia) voor. De dorsale lichaamswand bevat 13 tot 15 grote, kegelvormige, vlezige uitsteeksels, waarvan de meeste zijn voorzien van puntige uiteinden die de huidpapillen dragen. De dorsale uitsteeksels zijn gerangschikt in twee rijen die zigzaggend langs de lichaamsas lopen. Lateraal vindt men eveneens een rij van 14 brede uitsteeksels die in normale situatie rusten op het substraat en vermoedelijk een rol spelen bij de voortbeweging en omgevingsbewustzijn.
Een van de opvallendste kenmerken van T. rubralineata is zijn kleurenpatroon. Karmijnrode lijnen lopen in doolhof-achtige patronen tegen een witte achtergrond over de gehele bovenzijde. De uiteinden van de uitsteeksels zijn geel en in mindere mate gestreept. Het strepenpatroon op de ventrale zijde (trivium) is in vergelijking met de dorsale zijde (bivium) onregelmatiger en sterker uitgedund.

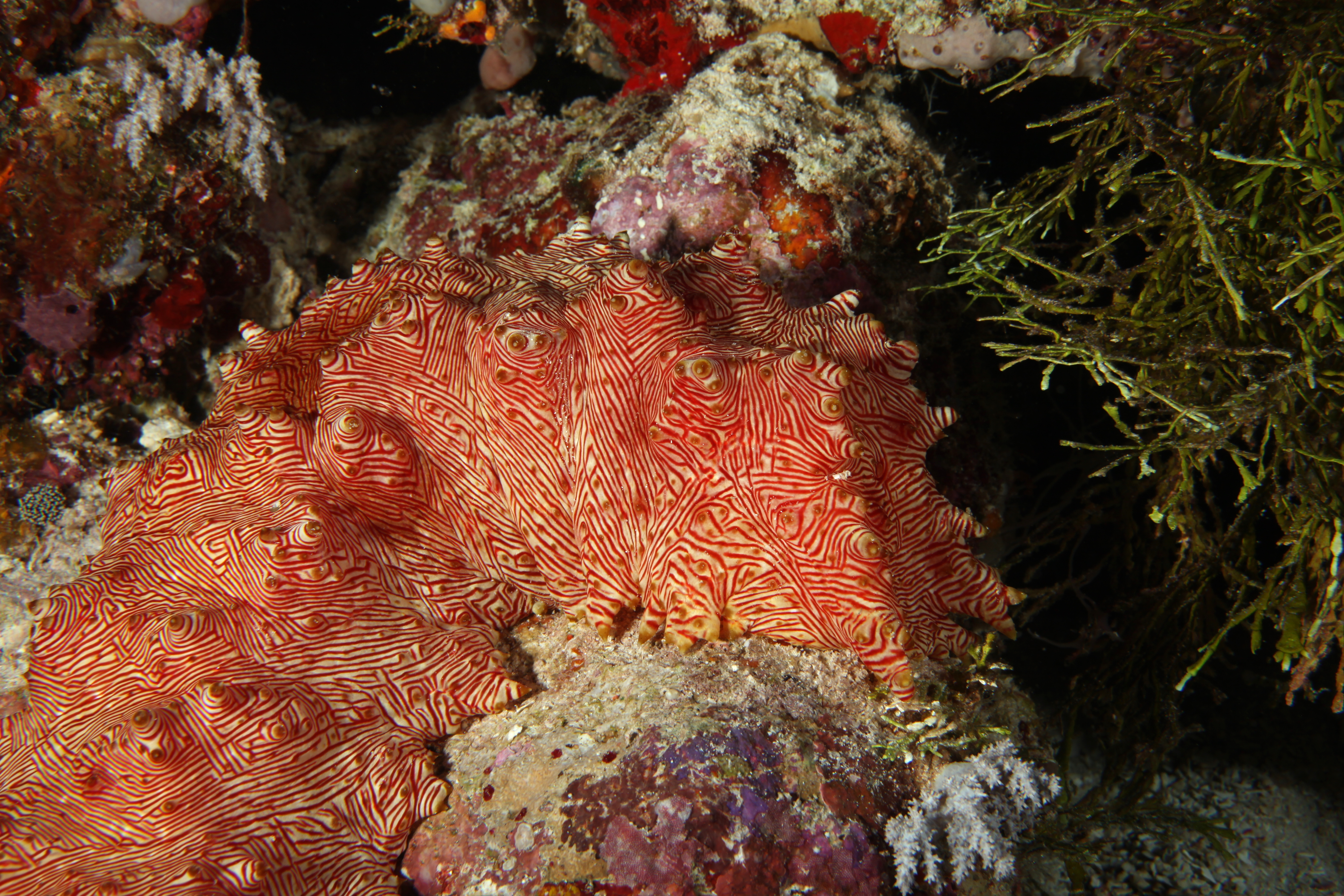
Uitwendige morfologie van Thelenota rubralineata in zijn natuurlijke omgeving.
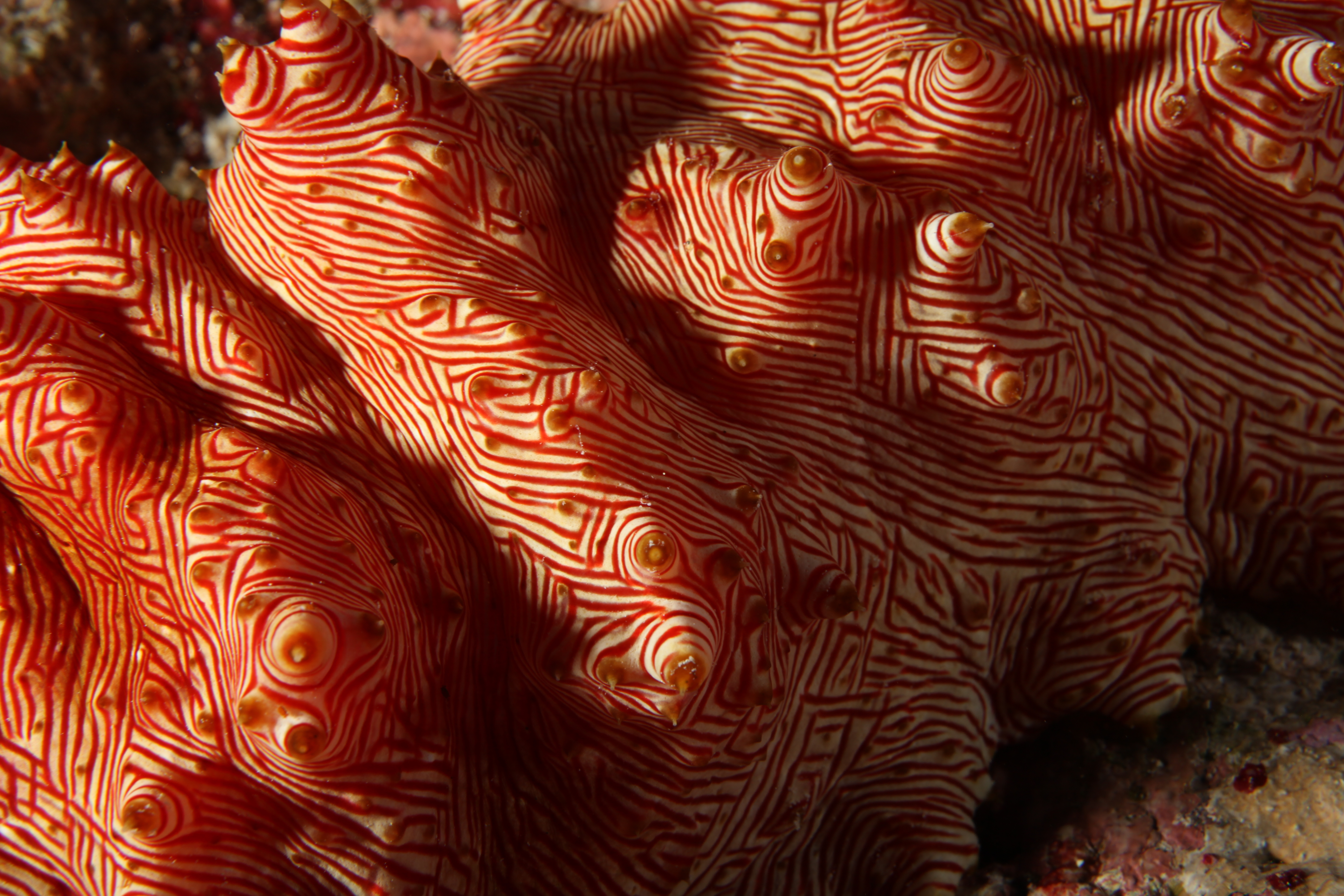
Het rode lijnenpatroon op de bovenzijde geeft de zeekomkommer zijn naam: rubra (rood) en lineata (lijnen).

## Verspreiding
T. rubralineata is een zeldzaam dier dat voorkomt op de bodems van tropische, ondiepe zeeën bij diepten van 6 tot 40 meter. Ze leven in de buurt van een barrièrerif of een atol en prefereren een zanderige ondergrond. Het verspreidingsgebied omvat de noordelijke kusten van Papoea-Nieuw-Guinea, eilanden van Indonesië, de Filipijnen en bepaalde delen van de Grote Oceaan.